# Agonum punctiforme
Agonum punctiforme är en skalbaggsart som beskrevs av Thomas Say 1823. Agonum punctiforme ingår i släktet Agonum och familjen jordlöpare. Inga underarter finns listade i Catalogue of Life.